# Behalst
Behalst ist in der Heraldik ein Kunstausdruck und wird in der Wappenbeschreibung verwendet, wenn das Wappentier, insbesondere ein Wappenvogel, einen anders tingierten Hals zum übrigen Körper aufweist. Die Darstellung eines Wappentieres mit andersgefärbten Hals ist nicht häufig.
Weitere Abweichungen des Halses einer Wappenfigur kann behalsbandet sein, das heißt ein Halsband liegt um den Hals. Beispiele sind Darstellungen des Wappentier Hund. Auch halsberingt, um den Hals ein anders gefärbter Ring, ist in der Heraldik eine beliebte Abänderung einer Figur. Diese Form ist nicht mit behalsbandet zu verwechseln. Eine Krone über den Hals gezogen wird als halsbekrönt oder halsgekrönt blasoniert.

Roter Hals und Kopf zum schwarzen Adler im Feld 3
Halsbekrönter Schwan
Behalsbandeter Hund